# ルドルフ・マーカス
ルドルフ・アーサー・マーカス（Rudolph "Rudy" Arthur Marcus、1923年7月21日 - ）は、アメリカ合衆国の化学者。カリフォルニア工科大学教授。
1992年、電子移動反応理論への貢献でノーベル化学賞を受賞した。彼の名を取ったマーカス理論は、外圏電子移動の熱力学的および動力学的機構を説明する。彼の理論は1986年にジョン・ミラーらの研究グループによって実験、確認された。

## 来歴
カナダのケベック州モントリオールでユダヤ人家庭に生まれた。3歳の時に一家でデトロイトに移り、6歳の時にモントリオールに移った。マギル大学に入学し、1943年に理学士号（B.Sc.)、1946年に博士号（Ph.D.）を授与される。1951年ノースカロライナ大学准教授、1958年、アメリカ合衆国に帰化。同年よりニューヨーク市立大学ブルックリン校、1960年にはクーラント数理科学研究所の研究員となり、1964年よりイリノイ大学アーバナ・シャンペーン校の教授などを歴任した。国際量子分子科学アカデミー会員。

## 受賞歴
- 1978年 アーヴィング・ラングミュア賞
- 1984年/1985年 ウルフ賞化学部門
- 1988年 ウィラード・ギブズ賞、ピーター・デバイ賞、センテナリー賞
- 1989年 アメリカ国家科学賞
- 1991年 ライナス・ポーリング賞、レムセン賞
- 1992年 ノーベル化学賞
- 1994年 ラヴォアジエ・メダル